# Wieża ciśnień w Grajewie
Wieża ciśnień w Grajewie – wieża wodna znajdująca się w Grajewie przy stacji kolejowej, wybudowana w 1896 r, obecnie nieużytkowana. Obiekt figuruje w Rejestrze Zabytków.